# Bromhexin
Bromhexin sau Bromhexina este un medicament mucolitic utilizat în tratamentul tulburărilor respiratorii asociate cu mucus vicios sau excesiv. A fost derivat inițial ca un derivat din extract numit vasicinonă din planta indiană, Adhatoda vasica.
A fost brevetat în 1961 și a intrat în uz medical în 1966.

## Funcție
Bromhexina este menită să sprijine mecanismele organismului de curățare a mucusului din tractul respirator. Este secretolitic, crescând producția de mucus seros în tractul respirator, ceea ce face ca flegma să fie mai subțire și mai puțin vâscoasă. Acest lucru contribuie la un efect secretomotor, permițând cililor să transporte mai ușor flegma din plămâni. Din acest motiv este adesea adăugat la siropurile de tuse.
S-a demonstrat că acesta crește proporția de secreție seroasă bronșică, făcând-o mai ușor de expectorat. Este indicat ca „terapie secretolitică în afecțiunile bronho-pulmonare asociate cu secreția anormală de mucus și transportul afectat de mucus”.
Bromhexina este conmbinată în diferite formule, siropuri cu rezistență mare și scăzută 8 mg/5 ml, 4 mg/5 ml, tablete și tablete solubile (ambele cu 8 mg bromhexină) și soluție pentru uz oral 10 mg/5 ml, adaptate nevoilor pacienților. Farmacologia variază în funcție de vârstă și greutate, dar există produse pentru toate grupele de vârstă, începând cu sugarii. fiind foarte tolerată.

## Nume comerciale
- Barkacin
- Benadryl Chesty/Forte
- Bisolvon
- Brofentol
- Brofentol Plus
- Bromex
- Bromhexin
- Elixir de bronholit
- Cofdex
- Duro-Tuss Chesty/Forte
- Disolvon
- Flegamina
- Movex
- Mucolit
- Paxirasol
- Robitussin Chesty/Forte
- Solvex
- Vasican
- Ventilate Forte (combinație de bromhexin și salbutamol)